# Caio Semprônio Tuditano
Caio Semprônio Tuditano (em latim: Caius Sempronius Tuditanus) foi um político da gente Semprônia da República Romana eleito cônsul em 129 a.C. com Mânio Aquílio.

## Família
Tuditano era membro da família plebeia dos Semprônios. Seu pai tinha o mesmo nome e era um senador que participou de uma comissão de dez homens enviados para reorganizar a situação política na Grécia. O orador e político romano Cícero confundiu diversas vezes o jovem Tuditano com seu pai e foi informado de seu erro pelo seu amigo Tito Pompônio Ático em maio de 45 a.C..
Tuditano era avô materno do orador Quinto Hortênsio, pois sua filha, Semprônia, casou-se com Lúcio Hortênsio, pai do orador.

## Carreira

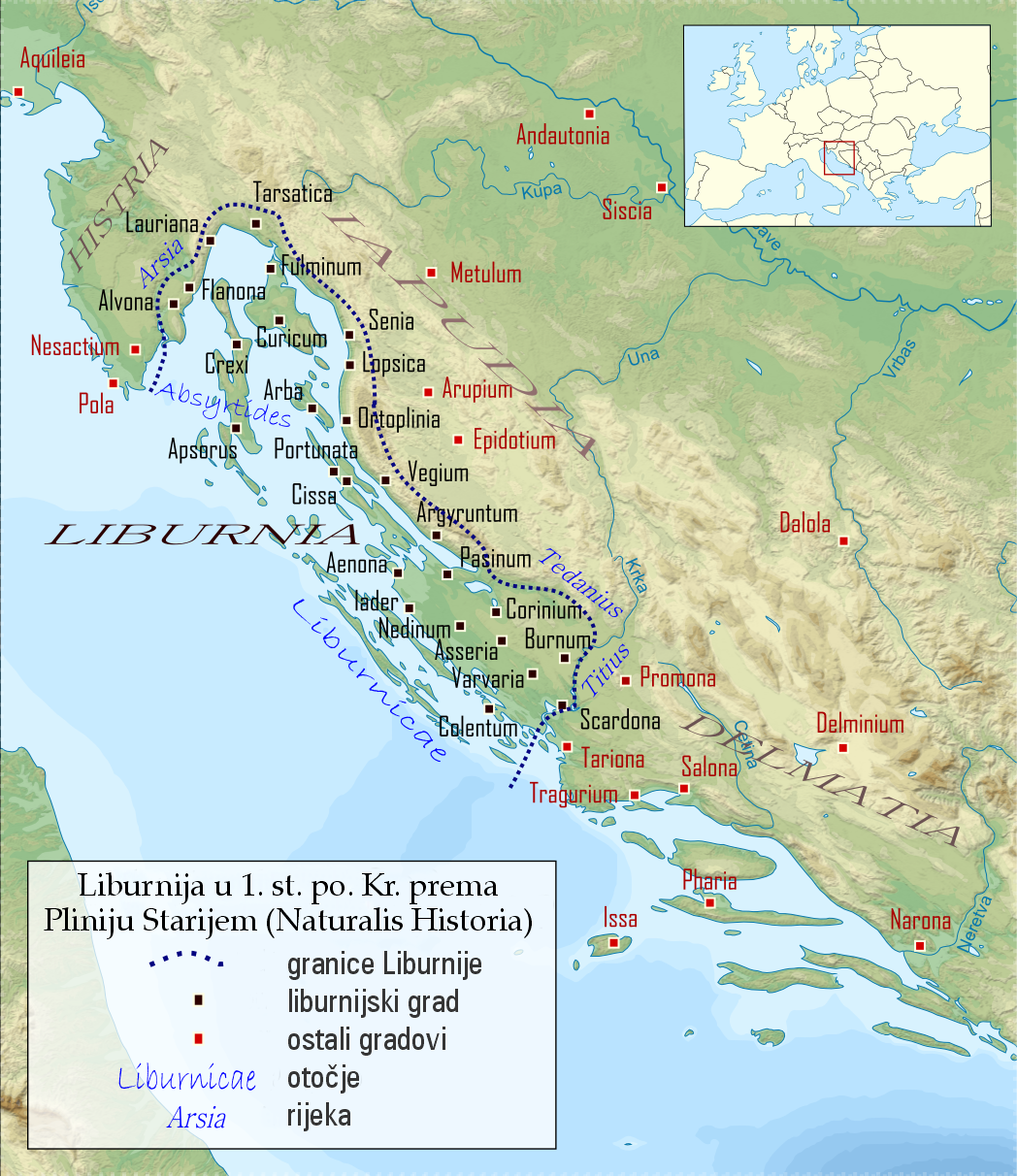
Mapa da Japúdia, território dos jápodes ao norte da Libúrnia, na Ilíria, onde Tuditano realizou sua campanha.

Provavelmente, o jovem Tuditano apareceu pela primeira vez nas fontes em 146 a.C. como um oficial de Lúcio Múmio Acaico em sua guerra na Acaia. No ano seguinte, Tuditano foi questor. Provavelmente por ser um membro do Círculo dos Cipiões, Tuditano conseguiu passar pelos cargos curuis no prazo legal sem nenhum problema. Em 132 a.C., foi pretor.
Tuditano atingiu o auge de sua carreira em 129 a.C., quando foi eleito cônsul juntamente com Mânio Aquílio. As disputas provocadas pela aplicação da lei agrária do tribuno da plebe Tibério Semprônio Graco, para cuja execução foram designados triúnviros agrorum dividendorum os populares Caio Papírio Carbão, Marco Fúlvio Flaco e Caio Graco, obrigaram o senado, sob proposição de Cipião Emiliano, a entregar a implementação da lei ao cônsul Tuditano, mas este, ciente das grandes dificuldades que o tema apresentava, evitou tomar uma decisão alegando que tinha de ir à Ilíria supostamente por causa da iminência de uma guerra. Desta forma, ele também conseguiu impedir quaisquer novas redistribuições de terras.
No começo de sua campanha contra os jápodes, Tuditano não obteve nenhum sucesso. Porém, com o apoio de seu experiente tribuno militar Décimo Júnio Bruto Galaico, ele finalmente conseguiu uma vitória decisiva. Por conta disto, conseguiu realizar um triunfo sobre os derrotados. Ele ainda imortalizou suas vitórias sobre jápodes e ístrios numa inscrição numa estátua, parcialmente preservada por Plínio, o Velho — e também por uma dedicação ao deus fluvial Timavus em Aquileia, provavelmente idêntica à inscrição na estátua, em forma de versos saturnianos e da qual foram encontradas dois fragmentos em 1906. Provavelmente o poeta romano Hóstio celebrou seus feitos no poema "Bellum Histricum".
Nada mais se sabe sobre sua vida.

## Obras
Tuditano foi também um escritor, mas apenas uns poucos fragmentos de suas obras foram preservadas. Cícero enfatizou seu estilo elegante. Tuditano se alinhou com os optimates nas duras lutas políticas entre os romanos de sua época e escreveu um tratado sobre o direito constitucional romano ("libri magistratuum"), com pelo menos treze livros, em apoio político ao seu partido. Por outro lado, Marco Júnio Congo Gracano foi o autor de uma obra similar, "De postetatibus", em pelo menos sete volumes, que serviu ao mesmo propósito, mas defendendo o ponto de vista dos partidários dos Gracos (populares). Estas obras foram as primeiras do tipo na literatura romana. Os "libri magistratuum" tratavam da intercalação, a nomeação de tribunos da plebe, os nundinae (dias de feira e feriados no antigo calendário romano) entre outras questões.
Como algumas citações (como, por exemplo, sobre os habitantes originais do Lácio, chamados por ele de "aborígines", sobre a descoberta de livros que teriam pertencido ao lendário rei de Roma Numa Pompílio, entre outras) não parecem se encaixar numa obra sobre direito constitucional, alguns estudiosos atribuem outra obra a Tuditano, sobre a História de Roma.
Foi provavelmente o estudioso Marco Terêncio Varrão que descobriu que Tuditano utilizou os anais de Catão, o Velho, e Lúcio Cássio Hemina como fontes para suas obras e, além disso, que seu relato correspondia ao relato de seu contemporâneo, Lúcio Calpúrnio Pisão Frúgio, mas era diferente do relato de Júnio Gracano, que era seu adversário político. E foi novamente Varrão que preservou a maior parte das citações de Tuditano feitas por autores posteriores, especialmente Dionísio de Halicarnasso, Plínio, o Velho e Macróbio. Porém, duas citações de Aulo Gélio (Noites Áticas 7.4.1 e 13.15.4), são da época do historiador Quinto Hélio Tuberão (cujo filho de mesmo nome foi cônsul em 11 a.C.) e ao áugure Messala respectivamente.